# جمجمة دمانيسي 5

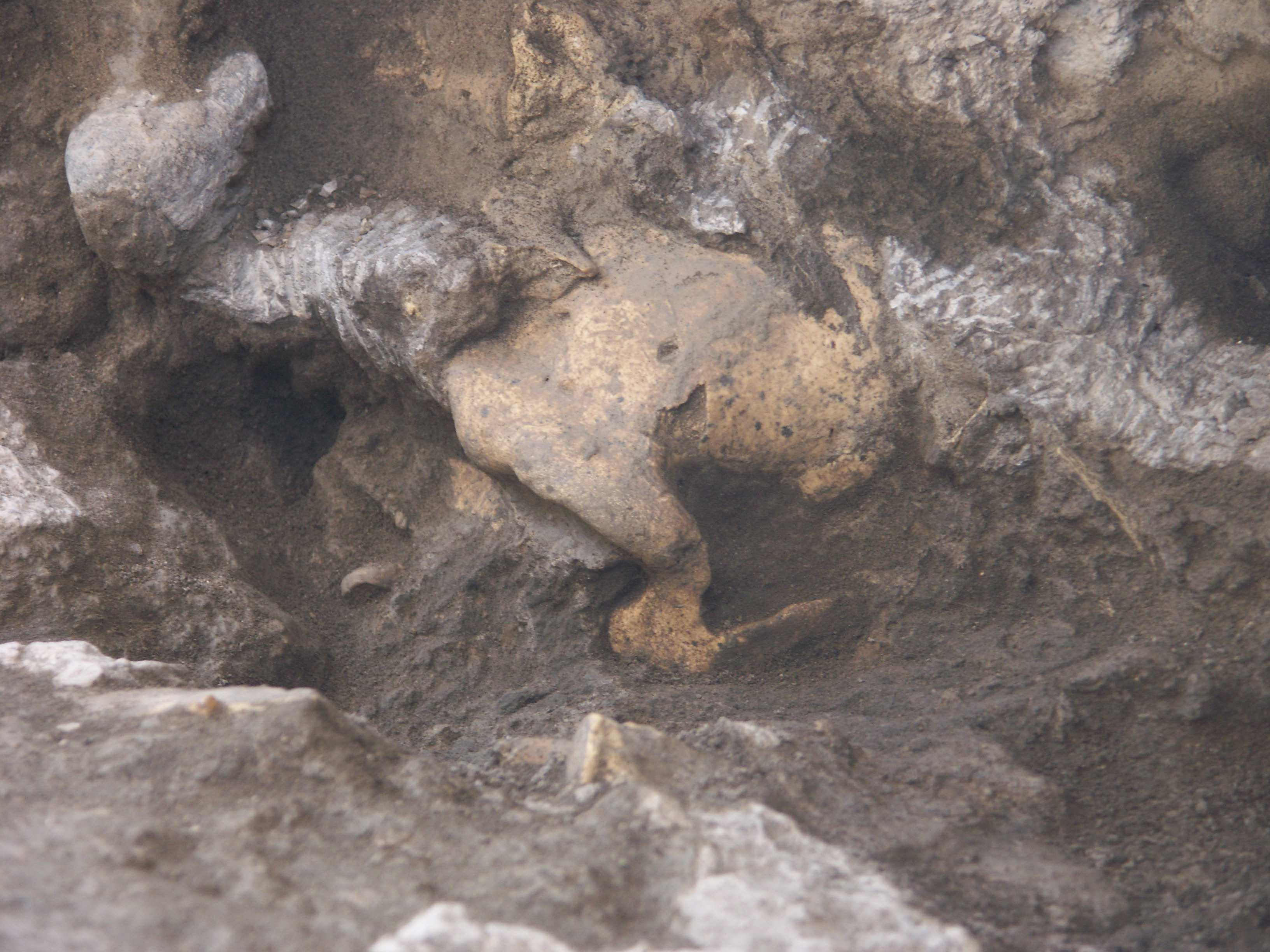

تعدُّ جمجمة دمانيسي 5 المعروفة بالرقم D4500 واحدة من خمس جماجم للإنسان المنتصب تمَّ اكتشافها في مدينة دمانيسي الأثريَّة في جورجيا، وُصفت هذه الجمجمة بشكلٍ مُفصَّل بورقة بحثية نُشرت في أكتوبر تشرين الأول من العام 2013، ويُقدَّر عمر هذه الجمجمة بنحو 1.8 مليون سنة، وتعتبر أكثر جمجمة بشرية مكتملة من عصر البليستوسين.
وفقاً للباحثين فقد قدَّم هذا الاكتشاف أول دليل على أنَّ جنس الإنسان المُبكِّر ضمَّ أفراداً بالغين مع خصائص مثل الدماغ الصغير نسبيَّاً مع حجم جسم ونسبة طول أطراف تقترب من الحد الأدنى للأنواع الحديثة من البشر [3]، بالإضافة لذلك فقد أثارت جماجم دمانيسي جدلاً علمياً كبيراً لا يزال مستمراً اعتباراً من عام 2017 حول الأنواع البشريَّة التي تنتمي إليها هذه الجماجم أو أنَّ هذا الأنواع ليست أنواع مختلفة ومنفصلة بالأصل وإنَّما نحن أمام سلالة بشريَّة واحدة خضعت للتطور على مرِّ الزمن.

## الاكتشاف
عثر العالم الجورجي ديفيد لوردكيبانيدز عام 1991 على دلائل تؤكد وجود استيطان بشري من قبل الإنسان المُبكِّر في كهف في مدينة دمانيسي جنوب غرب تبيليسي عاصمة جورجيا، ومنذ ذلك الوقت تمَّ اكتشاف خمس جماجم بشريَّة في هذا الموقع، كانت جمجمة دمانيسي 5 هي العينة الأكثر اكتمالاً من بينها جميعاً، وبعد مزيد ما الدراسة والتحليل تبيَّن أنَّ الفك السفلي D2600 الذي عثر عليه قبل 5 سنوات يعود لهذه الجمجمة، استغرقت دراسة هذه الجمجمة عدة سنوات وتمَّ نشر توصيف نهائي للاكتشاف في عام 2013.

## وصف الجمجمة
على الرغم من أنَّ حجم الدماغ يُقدَّر بنحو 546 سم مكعَّب ولكنَّ جميع خصائص الإنسان المنتصب الأخرى موجودة في جمجمة دمانيسي 5، ويُعتقد أنَّ الجمجمة تعود لذكر بسبب حجم البنى العظميَّة الكبير نسبيَّاً، مع وجود علامات على كسور أو تشوهات فيها، يُقدَّر بأنَّ طول صاحب الجمجمة يتراوح ما بين 146 – 166 سم ووزنه ما بين 47 – 50 كغ [1]، وتعتبر هذه الجمجمة واحدة من أقدم أجداد البشر التي تمَّ اكتشافها حتى الآن.

## التاريخ
كان العلماء حتى ثمانينات القرن الماضي يعتقدون أنَّ البشر كانوا يعيشون ضمن القارة الإفريقيَّة فقط دون أي انتشار إلى خارجها طوال عصر البليستوسين المُبكِّر «حوالي 0.8 مليون سنة»، وأنَّ الهجرة خارج إفريقيا لم تحدث حتى الفترة المعروفة «بخارج إفريقيا الأولى» Out of Africa I، ولذلك فإنَّ الغالبية العظمى من الأبحاث والتنقيب الأثري ركَّز على إفريقيا ، ولكنَّ موقع دمانيسي الأثري هو أقدم موقع للإنسان المنتصب خارج إفريقيا، وهو يثبت أنَّ بعض الأفراد من نوع الإنسان المنتصب قد غادروا القارة الإفريقيَّة قبل 1.85 مليون سنة، ومن الجدير بالذكر أنَّ الجماجم الخمسة تعود لنفس العمر التاريخي تقريباً، ومن هنا تظهر الأهميَّة التاريخيَّة والعلميَّة لهذا الاكتشاف.

## أهميَّة الاكتشاف والنقاش الدائر حوله
تشير جماجم دمانيسي الخمسة وخاصةً جمجمة دمانيسي 5 مع دماغها الصغير نسبياً «546 سم مكعب» مقارنةً مع جماجم أخرى موجودة في الموقع، إلى أنَّ الأنواع المُبكِّرة من جنس الإنسان المنتصب قد تكون في الحقيقة عبارةً عن سلالات من أنواع انتقاليَّة ، إنَّ التباين والاختلاف في مورفولوجيا جميع جماجم دمانيسي كبير جداً لدرجة أنَّه من المحتمل أن تُصنَّف هذه الجماجم ضمن أنواع مختلفة فيما لو اكتشفت في مواقع مختلفة، ومع ذلك فجميع جماجم دمانيسي لها نفس العمر التاريخي وتمَّ العثور عليها في نفس المكان تقريباً.
في مواجهة هذا الاختلاف الواسع بين جمجمة دمانيسي 5 وجماجم دمانيسي الأخرى طُلب من الباحثين الجورجيِّين وجامعة زيورخ دراسة الاختلافات الطبيعيَّة بين الجماجم البشريَّة الحديثة وجماجم الشمبانزي، فوجدوا أنَّه على الرغم من الاختلافات الكبيرة الموجودة بين جماجم دمانيسي ولكنَّها لم تكن أكبر من تلك المشاهدة بين البشر المعاصرين وبين الشمبانزي ، لذلك يبدو من الطبيعي العثور على مثل هذه الاختلافات في الإنسان المنتصب.
قاد هذا الاكتشاف إلى أنَّ نوعين من البشر الأوائل هما في الواقع كلاهما ينتميان إلى جنس الإنسان المنتصب، ومازال هذا حتى الآن هو الجدل الدائر في الأوساط العلميَّة المعنيَّة بالموضوع.

## جماجم دمانيسي الخمسة
- جمجمة دمانيسي الأولى D2280
- جمجمة دمانيسي الثانية D2282
- جمجمة دمانيسي الثالثة D2700
- جمجمة دمانيسي الرابعة D3444
- جمجمة دمانيسي الخامسة D4500